# Chine aux Jeux paralympiques d'hiver de 2022
La Chine participe aux Jeux paralympiques d'hiver de 2022 à Pékin comme nation hôte du 4 au 13 mars 2022. Il s'agit de sa sixième participation à des Jeux d'hiver.
C'est la plus grande délégation à concourir aux Jeux car la Chine peut qualifier des sportifs dans chaque catégorie. La délégation est aussi compléter par 121 membres (entraineur, préparateur). Le biathlète et para-skieur de fond Guo Yujie et le para-hockeyeur sur glace Wang Zhidong ont eu l'honneur d'être les porte-drapeaux de la Chine lors de la cérémonie d'ouverture.

## Médaillés
| Sport       | Médaille d'or, Jeux paralympiques | Médaille d'argent, Jeux paralympiques | Médaille de bronze, Jeux paralympiques | Total | Rang |
| ----------- | --------------------------------- | ------------------------------------- | -------------------------------------- | ----- | ---- |
| Biathlon    | 3                                 | 1                                     | 3                                      | 7     |      |
| Ski alpin   | 2                                 | 4                                     | 5                                      | 11    |      |
| Ski de fond | 4                                 | 3                                     | 3                                      | 10    |      |
| Snowboard   | 1                                 | 1                                     | 2                                      | 4     |      |
| Total       | 10                                | 9                                     | 13                                     | 32    | -    |

| Sport                    | Discipline | Sportifs | Performance | Date |
| Médailles d’or: 18       |            |          |             |      |
| Médailles d’argent : 20  |            |          |             |      |
| Médailles de bronze : 23 |            |          |             |      |

## Compétition

### Curling
La Chine est qualifié d'office en tant que pays hôte mais elle est de toute façon une meilleures équipes puisqu'elle est le tenante du titre paralympique et du titre de champion du monde 2021. Sous la direction de leur entraineuse Yue Qingshuang, l'équipe retenue pour ce tournoi est
- Skip: Wang Haitao
- Third: Chen Jianxin
- Second: Zhang Mingliang
- Lead: Yan Zhou
- Remplaçant : Sun Yulong

| Équipe                                                       | Épreuve | Phase préliminaire | Phase préliminaire | Phase préliminaire | Phase préliminaire | Phase préliminaire | Phase préliminaire | Phase préliminaire | Phase préliminaire | Phase préliminaire    | Phase préliminaire | Phase préliminaire | Demi-finale      | Finale / BM      | Finale / BM |
| Équipe                                                       | Épreuve | Opposition Score   | Opposition Score   | Opposition Score   | Opposition Score   | Opposition Score   | Opposition Score   | Opposition Score   | Opposition Score   | Opposition Score      | Opposition Score   | Rang               | Opposition Score | Opposition Score | Rang        |
| ------------------------------------------------------------ | ------- | ------------------ | ------------------ | ------------------ | ------------------ | ------------------ | ------------------ | ------------------ | ------------------ | --------------------- | ------------------ | ------------------ | ---------------- | ---------------- | ----------- |
| Wang Haitao Chen Jianxin Zhang Mingliang Yan Zhou Sun Yulong | Mixte   | Canada L 3–7       | Suède L 1–5        | Estonie W 9–3      | Corée du Sud W 9–4 | Suisse W 7–4       | États-Unis W 10–2  | Slovaquie W 7–5    | Norvège W 7–4      | Grande-Bretagne W 6–3 | Lettonie W 9–2     | 1                  | Canada           |                  |             |

### Para-hockey su
L'équipe de Chine est qualifiée d'office, avec comme dernier meilleur résultat lors des mondiaux 2021 d'être sorti leader du groupe de seconde division. Pour ce tournoi officiellement mixte, on notera la présence de Yu Jing, seule athlète féminine pour cette épreuve et la troisième joueuse de para-hockey sur glace à participer aux Jeux paralympiques. 
L'entraîneur Nikolay Sharshukov a appelé 17 joueurs masculins et une féminine dans une équipe qui fera ses débuts paralympiques en jouant à domicile.
Gardiens1 - Wang Wei , 20 - Ji Yanzhao
Défenseurs7 - Xu Jinqiang, 24 - Zhu Zhanfu , 3 - Lyu Zhi, 22 - Hu Guangjian, 5 - Bai Xuesong, 12 - Che Hang
Attaquants8 - Wang Zhidong, 17 - Shen Yifeng , 23 - Cui Yutao , 15 - Song Xiaodong, 19 - Zhang Zheng , 32 - Li Hongguan , 11 - Yu Jing , 28 - Tian Jintao , 30 - Qiu Dianpeg, 18 - Wang Jujiang
| Équipe | Épreuve | Tournoi préliminaire | Tournoi préliminaire | Tournoi préliminaire | Tournoi préliminaire | Quarte de finale | Demi-finale      | Finale / BM      | Finale / BM |
| Équipe | Épreuve | Opposition Score     | Opposition Score     | Opposition Score     | Rang                 | Opposition Score | Opposition Score | Opposition Score | Rang        |
| ------ | ------- | -------------------- | -------------------- | -------------------- | -------------------- | ---------------- | ---------------- | ---------------- | ----------- |
| Chine  | Mixte   | Slovaquie W 7–0      | Tchéquie W 5–2       | Italie W 6-0         | 1                    | Tchéquie W 4–3   | États-Unis       |                  |             |

### Ski nordique
| Homme(s) | Femme(s) |
| -------- | -------- |
|          |          |